# Etsch
Die Etsch [ɛtʃ] (italienisch Adige [ˈaːdid͡ʒe], ladinisch Adesc, trentinisch Àdes, rätoromanisch Adischⓘ, bei den Römern Athesis) ist mit ihren 409 km der zweitlängste Fluss in Italien. Sie entspringt in den Bergen in Südtirol, durchfließt das Etschtal und die Norditalienische Tiefebene in Oberitalien und mündet südlich der Lagune von Venedig in die Adria, ein Seitenbecken des Mittelmeeres.

## Verlauf
Die Etsch entspringt in Südtirol am Reschenpass (1550 m, 46° 50′ 7,2″ N, 10° 30′ 53,3″ O), der ihr Stromgebiet von dem des Inn scheidet. Hier nimmt das rund 200 Kilometer lange Etschtal seinen Anfang. Die Etsch durchfließt nahe ihrer Quelle den Reschensee (1482 m) und den Haidersee (1450 m) und gelangt mit raschem Gefälle auf die Malser Haide und die ebene Talsohle von Glurns. Sie fließt ostwärts weiter durch den Vinschgau, überwindet die Talschwelle der Töll und gelangt in den Meraner Talkessel. Nach Meran passiert die Etsch die flachen Talgründe Richtung Bozen.

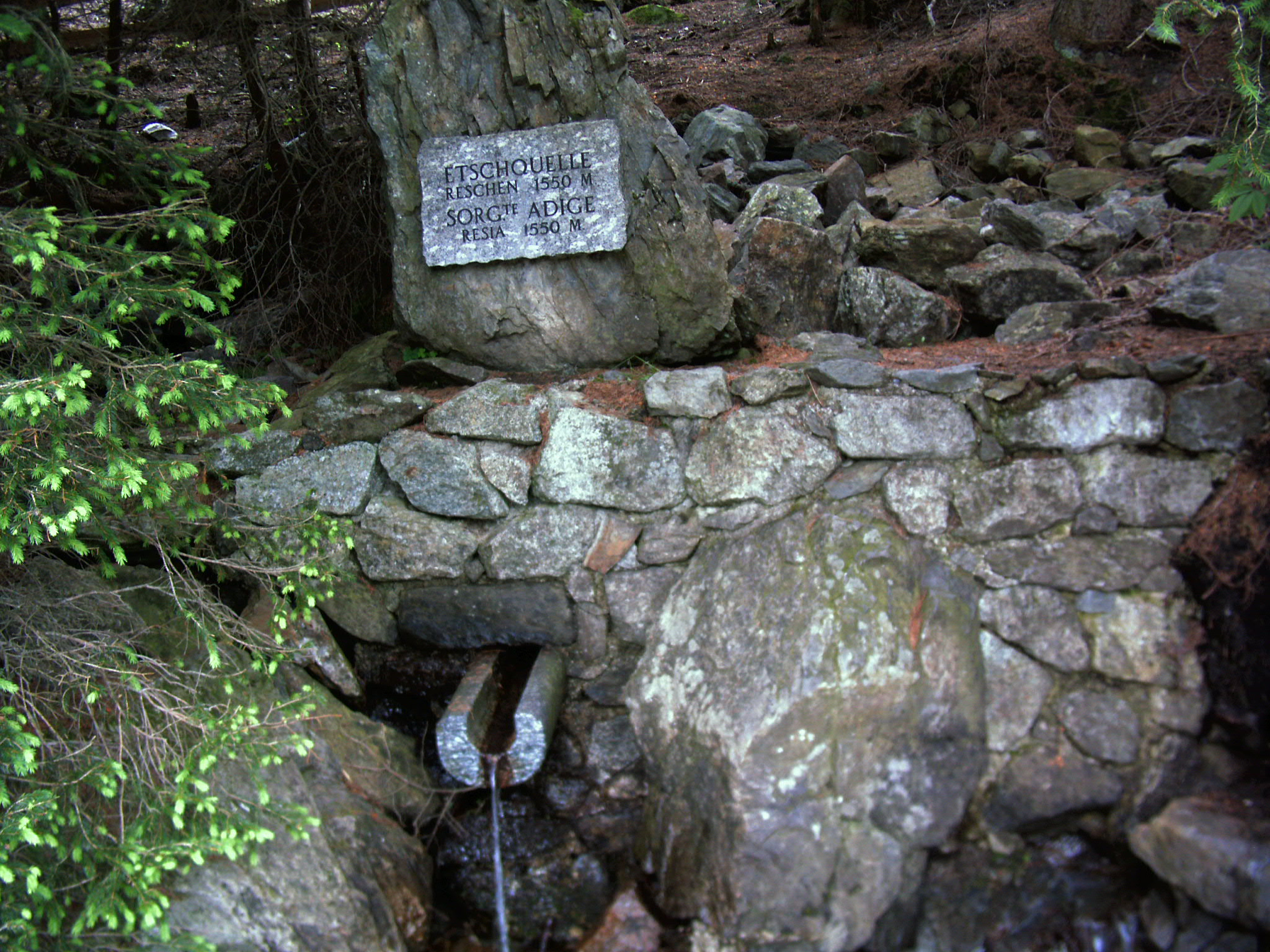
Quelle bei Reschen

Bei Bozen fließt ihr der vom Brenner kommende, ihr in Wasserführung überlegene Eisack zu, etwa ab hier galt sie traditionell als schiffbar. Die Etsch fließt südlich von Bozen durch das Unterland und passiert bei der Salurner Klause die Grenze von Südtirol zum Trentino. Südlich von Trient beginnt der unterste Abschnitt des Etschtals, das Vallagarina. In der Nähe von Rovereto passiert sie eine Stromenge. Bei Mori beginnt der Etsch-Gardasee-Tunnel mit einer Länge von 10 km, der eine Verbindung zum Gardasee herstellt und durch den bei Hochwasser Teile der Etsch in den Gardasee abgeleitet werden können. Kurz vor Verona, bereits in Venetien, durchfließt sie die Veroneser Klause (Chiusa di Verona, deutsch veraltet auch Berner Klause – siehe dazu Dietrich von Bern) und tritt anschließend in die Norditalienische Tiefebene ein. Die flachen Ufer werden nun sumpfig, der Strom selbst schlammig und träge. Der Unterlauf der Etsch ist vielfach mit dem Mündungsgebiet des Po verbunden.
Ein Arm der Etsch zweigt bei Legnago nach Süden zum Tartaro ab und mündet in den Valli Grandi in diesen, ein weiterer Arm verzweigt oberhalb von Castelbaldo nach Süden und fließt als Canale Bianco nach Osten, ist mit dem Po Grande verbunden und fließt schließlich in den Po di Levante. Ein dritter Arm, der Naviglio Adigetto, zweigt bei Badia nach Südosten ab und fließt im Po-Delta diesem zu.
Die Etsch selbst mündet bei Porto Fossone, Provinz Rovigo, in das Adriatische Meer und begrenzt das Po-Delta nach Norden.

## Hydrologie
Die Etsch ist mit einer Wasserführung von 235 m³/s der viertgrößte Fluss Italiens (nach Po, Ticino und Tiber). 
Nach der Länge ist die Etsch (409 Kilometer) der zweitlängste Fluss Italiens (nach dem Po mit 652 Kilometern).
Sowohl ihr hydrologischer Hauptast als auch ihr längster Fließweg werden nicht über die Etsch selbst gebildet, sondern vielmehr über die Flussfolge Ahr, Rienz und Eisack, der bei der Einmündung deutlich mehr Wasser führt als die Etsch.

## Etschregulierung
Ab 1869 wurde die Etsch nach Plänen von Martin von Kink im Abschnitt südlich von Meran (Burggrafenamt) und Bozen (Südtiroler Unterland) reguliert und begradigt, wobei die Flussdämme erstmals auf Hochwasserstand gebracht wurden, nachdem der Fluss bereits 1859 im Stadtgebiet von Trient begradigt worden war. 1902 wurde die Flussstrecke des mittleren Vinschgaus, 1905 wurde ergänzend hierzu auch der Abschnitt Naturns-Töll begradigt.
Zur Regulierung der Etschhochwasser im südlichen Trentino wurde 1959 der Etsch-Gardasee-Tunnel eröffnet. Der etwa zehn Kilometer lange Tunnel verbindet die Etsch nördlich von Mori mit dem Gardasee, der Tunnelausgang befindet sich am südlichen Ortsausgang von Torbole. Er wurde seit seiner Eröffnung elfmal genutzt (Stand 2020), dabei wurden 1965 etwa 79.270.800 m³ Wasser in den Gardasee geleitet, was zu einem Anstieg des Gardaseepegels von über 21 cm führte.

## Name und Geschichte
Dem Gewässernamen gehen zwei leicht verschiedene Formen voraus. Der antike griechische Geograph Strabon benutzte die Namen Ἀτησῖνος (Athesínos) als auch Ἀταγῖς (Atagis).
Athesinos war vermutlich eine antike Bezeichnung parallel zu lateinisch Athesis. Bis heute konnte sich nur Atagis in den Formen Adige, Etsch, Àdes und Adisc erhalten. Es ist möglich, dass diese Namen ursprünglich zwei verschiedene Abschnitte der Etsch bezeichneten. Die Ausgangsform kann als At<i>gin oder At<ik>in rekonstruiert werden.
Seit dem 14. Jahrhundert führten die Tiroler Landeshauptleute auch den Titel eines Hauptmanns an der Etsch, womit insbesondere das Tiroler Kerngebiet des Burggrafenamts rund um das Stammschloss Burg Tirol gemeint war.
Auch die Tiroler Ordensballei des Deutschen Ordens heißt seit dem Mittelalter Ballei an der Etsch und im Gebirge.
Mit Johann Ödemberger bestellte König Maximilian I. 1490 einen eigenen Vorstmaister an der Etsch.
Zur Zeit des Italienischen Faschismus war in deutschsprachigen Texten die Landesbezeichnung Oberetsch, bisweilen auch Hochetsch (für das verbotene „Südtirol“ und als Rückübersetzung von Alto Adige) vorgeschrieben; nach 1945 kam bis zum Inkrafttreten des Zweiten Autonomiestatuts die Bezeichnung Tiroler Etschland in amtlichen Gebrauch.

## Schifffahrt und Flößerei

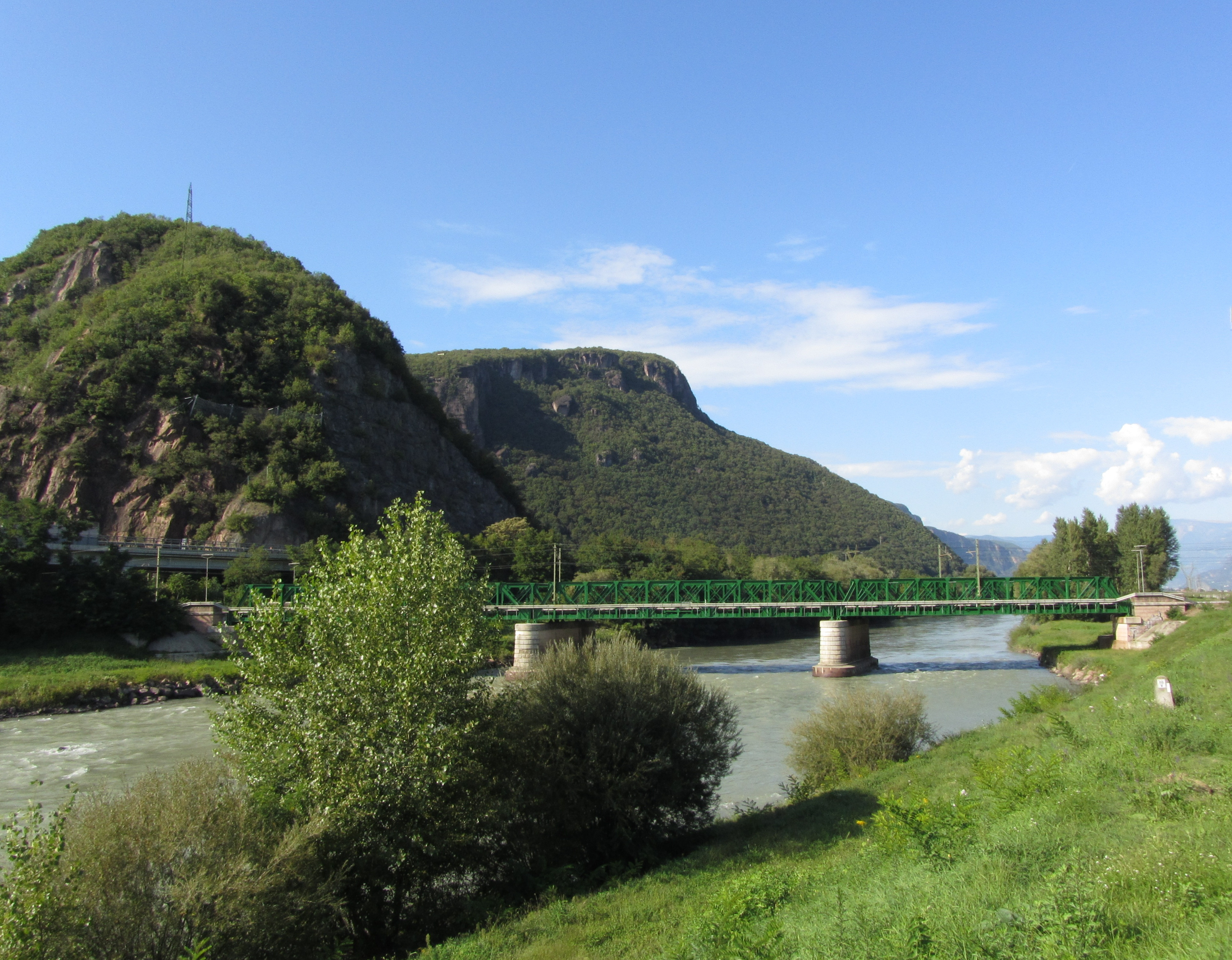
Bahnbrücke über die Etsch bei Auer: Mit der Eröffnung der Brennerbahn verlagerte sich der Güterverkehr von der Etsch auf die Schiene.

Bis zur Eröffnung der Brennerbahn im Jahr 1859 war unterhalb von Bozen die Schifffahrt wirtschaftlich von Bedeutung. Die Flößerei hielt sich bis zum Ersten Weltkrieg. Südlich von Branzoll bzw. dem Branzoller Etschhafen war die Etsch mit Schiffen befahrbar, die Flößerei war schon ab Nals möglich. Wegen der Untiefen und der vielen Sandbänke und Flussinseln war die Schiff- und Floßfahrt nicht ungefährlich. Auf den bis zu 18 Meter langen und 8 Meter breiten Flößen wurde vornehmlich Holz transportiert. Die größten Schiffe waren 20 Meter lang, 4 Meter breit und konnten eine Last von 33 Tonnen befördern. Sie transportierten vor allem Getreide für den lokalen Bedarf nach Branzoll sowie Transitgüter. Auf der Bergfahrt wurden die Schiffe von zehn bis zwölf Pferden auf dem parallel zum Ufer verlaufenden Treppelweg gezogen.
1578 erhielt eine Handelskompanie aus Sacco, einem Vorort von Rovereto, auf Grund eines landesfürstlichen Privilegs im Tiroler Abschnitt der Etsch das Monopol auf den Warentransport, das 1744 auf den Landweg ausgeweitet wurde. Damit war die Konkurrenz der venezianischen Schiffsunternehmer ausgeschaltet. Die Transporte talwärts waren den Flößen vorbehalten; die Schiffe beförderten lediglich die Pferde, die für die Bergfahrt benötigt wurden. Unter der Herrschaft Bayerns wurde 1806 das Monopol aufgehoben.

## Sonstiges
Die Quelle der Etsch ist nicht die beschilderte auf dem Reschenpass, sondern liegt oberhalb des Dorfes Reschen nahe einem Bunker des Vallo Alpino (Alpenwall).
Der Etsch-Radweg beginnt in Landeck im oberen Inntal und verläuft zunächst über den Reschenpass und dann durch das Etschtal und die Poebene meist flussnah bis zur Mündung bei Rosolina Mare.

## Zitate

Deutscher Sprachraum (grün) und politische Grenzen um 1841 im Vergleich mit den geographischen Textstellen des „Liedes der Deutschen“

Der Vers „Von der Maas bis an die Memel, von der Etsch bis an den Belt“ aus der ersten Strophe des Liedes der Deutschen bezeichnet bestimmte historische Siedlungsgrenzen der deutschsprachigen Volksgruppen. Das am Oberlauf der Etsch gelegene Südtirol ist nach wie vor mehrheitlich deutschsprachig.
Im Bozner Bergsteigerlied, das als inoffizielle Hymne der Südtiroler gilt, wird der Fluss in der ersten Strophe erwähnt, die wie folgt lautet: „[…] Dort wo aus schmaler Felsenkluft der Eisack springt heraus, von Sigmundskron der Etsch entlang bis zur Salurner Klaus’.“
Der Komponist Felice Carena schrieb 1932 einen Konzertwalzer „Geheimnisse der Etsch“, der zum Standardrepertoire für Blasorchester zählt.